# Acestrocephalus acutus
Acestrocephalus acutus är en fiskart som beskrevs av Menezes 2006. Acestrocephalus acutus ingår i släktet Acestrocephalus och familjen Characidae. Inga underarter finns listade i Catalogue of Life.